# Rein Van Helden
Rein Van Helden, né le 24 juillet 2002 à Genk en Belgique, est un footballeur belge qui joue au poste de défenseur au Saint-Trond VV.

## Biographie

### En club
Né à Genk en Belgique, Rein Van Helden commence le football au Genker VV, où il joue de 2007 à 2011 avant d'être formé par le KRC Genk pendant cinq ans, où il a notamment l'occasion d'être ramasseur de balle. En 2016, il rejoint le Saint-Trond VV, où il poursuit sa formation. En février 2021, Van Helden se blesse sérieusement lors d'un entraînement. Touché aux ligaments croisés du genou droit, son absence est estimée entre six et huit mois.
Le 13 août 2022, Rein Van Helden est prêté au MVV Maastricht, aux Pays-Bas, pour une saison,.
Il joue son premier match en professionnel avec ce club, lors d'une rencontre de championnat face au ADO La Haye, le 19 août 2022. Il entre en jeu et son équipe s'impose par trois buts à un. Van Helden inscrit son premier but le 30 septembre 2022, face au Willem II Tilburg. Titulaire, il marque le but vainqueur de son équipe dans le temps additionnel, sur un service de Jarne Steuckers (3-2 score final).
Van Helden fait son retour au Saint-Trond VV à l'été 2023, étant intégré à l'équipe première en vue de la saison 2023-2024. Il est titularisé dès la première journée, le 30 juillet 2023 face au Standard de Liège, faisant ainsi sa première apparition avec le Saint-Trond VV. Son équipe s'impose par un but à zéro ce jour-là,.

## Statistiques

### En club
| Saison                | Club                  | Championnat           | Championnat | Championnat | Championnat | Coupe(s) nationale(s) | Coupe(s) nationale(s) | Coupe(s) nationale(s) | Autres compétitions | Autres compétitions | Autres compétitions | Autres compétitions | Total | Total | Total |
| Saison                | Club                  | Division              | M.          | B.          | P.d.        | M.                    | B.                    | P.d.                  | Comp.               | M.                  | B.                  | P.d.                | M.    | B.    | P.d.  |
| 2022-2023             | MVV Maastricht (prêt) | Eerse Divisie         | 33          | 3           | 1           | 1                     | 0                     | 0                     | PO                  | 2                   | 0                   | 0                   | 36    | 3     | 1     |
| 2023-2024             | Saint-Trond VV        | Division 1A           | 29          | 0           | 0           | 1                     | 0                     | 0                     | PO2                 | 7                   | 0                   | 0                   | 37    | 0     | 0     |
| 2024-2025             | Saint-Trond VV        | Division 1A           | 27          | 1           | 1           | 3                     | 0                     | 0                     | PO3                 | 5                   | 0                   | 0                   | 35    | 1     | 1     |
| 2025-2026             | Saint-Trond VV        | Division 1A           | 4           | 0           | 0           | -                     | -                     | -                     | -                   | -                   | -                   | -                   | 4     | 0     | 0     |
| Sous-total            | Sous-total            | Sous-total            | 60          | 1           | 1           | 4                     | 0                     | 0                     | -                   | 12                  | 0                   | 0                   | 76    | 1     | 1     |
| Total sur la carrière | Total sur la carrière | Total sur la carrière | 93          | 4           | 2           | 5                     | 0                     | 0                     | -                   | 14                  | 0                   | 0                   | 112   | 4     | 2     |